# Famiri Mi Sma
 Famiri Mi Sma  is een serie radiohoorspelen, geschreven door Wilfred Teixeira, die haar basis vond in de generatieconflicten binnen een familie die "vanuit de modder van de armoede opklom tot airconditioned welstand" zoals literator Michiel van Kempen dat omschrijft.
Het is 24 achtereenvolgende jaren met in totaal 1117 afleveringen door Radio Apintie uitgezonden.
Elke rol in dit hoorspel kreeg gestalte door middel van een eigen idioom (taaleigen, taalgebruik): het Surinaams-Nederlands van de ouma was doorspekt met welhaast verdwenen Nederlandse woorden, terwijl de kleindochter ABN (Algemeen Beschaafd Nederlands) sprak, chauffeur en tuinman Sranantongo enz. En dat alles gelardeerd met veel humor, waarvan de luisteraars soms niet bij kwamen van het lachen. Sublieme registerwisselingen, dus het niveau of stijl van taalgebruik, passend voor de in dit hoorspel voorkomende situaties, vergrootten de toegankelijkheid van Famiri Mi Sma en dat gold eigenlijk voor alle door Teixeira geschreven theaterstukken.